# Nagytétény vasútállomás
Nagytétény vasútállomás a Budapest–Murakeresztúr-vasútvonal egyik vasútállomása volt Budapest XXII. kerületében. A Nagytétényi út szintbeli vasúti keresztezésétől nem messze keletre helyezkedik el, lakott területektől aránylag távol.
A Kelenföld–Tárnok vonalszakasz 2013-as felújításával és kétvágányúsításával egy időben az utasforgalmi létesítményeit elbontották, azóta forgalmi kitérőként üzemel tovább. Korábbi személyforgalmát pedig, a 2013. szeptember 16-i átadása óta a Kastélypark megállóhely vette át, amit a környék lakónegyedeihez jóval közelebb alakítottak ki.

## Kapcsolódó állomások
A vasútállomáshoz az alábbi állomások vannak a legközelebb:
- Kastélypark megállóhely
- Tétényliget megállóhely

## Megközelítés tömegközlekedéssel
Az állomáshoz a Nagytétény, Erdélyi utca buszmegálló van a legközelebb.
- Autóbusz:  133E
- Helyközi autóbusz:  700
- Éjszakai autóbusz:  973